# Erik Sagström
Erik Sagström (* 1983 in Linköping) ist ein professioneller schwedischer Pokerspieler. Er ist vor allem für seine Erfolge im Onlinepoker bekannt, wo er unter dem Nickname Erik123 um hohe Summen spielt.

## Werdegang
Sagström kam zum Poker, als er beim Surfen durch das Internet eine Pokerseite entdeckte. Mit 17 begann er auf der Onlinepoker-Plattform ParadisePoker zu spielen. Später galt der Schwede als einer der besten Onlinespieler Europas. Er war zudem neben Gus Hansen und Tony G der Spieler, der den Pokerraum PokerChamps.comn initiierte.
Im Mai 2006 spielte Sagström gegen Liz Lieu drei Heads-Up-Partien um je 200.000 US-Dollar. Der Schwede verlor die Serie mit 2:1. Er spielte bei diversen Turnieren der World Series of Poker (WSOP), World Poker Tour und European Poker Tour. Dennoch ist er vor allem für seine Onlineerfolge bekannt. Sein größter Triumph war der Sieg bei einem Turnier der World Championship of Online Poker im August 2003, für den er über 100.000 US-Dollar erhielt. Sagström spielte außerdem bei den Fernsehturnieren Poker Nations Cup und PartyPoker.com Football & Poker Legends Cup für sein Land. Im Februar 2007 eröffnete er seine eigene Pokerseite, Eric123.com, die jedoch nicht mehr online ist. Bei der WSOP 2009 im Rio All-Suite Hotel and Casino am Las Vegas Strip erreichte der Schwede bei der 50.000 US-Dollar teuren H.O.R.S.E. Championship den Finaltisch und belegte den mit mehr als 520.000 US-Dollar dotierten dritten Rang. Bei der WSOP 2021 saß er bei der Razz Championship am Finaltisch und erhielt als Vierter rund 90.000 US-Dollar.
Insgesamt hat sich Sagström mit Poker bei Live-Turnieren mehr als eine Million US-Dollar erspielt.